# Летичовка
Летичовка (укр. Летичівка) — село в Уманском районе Черкасской области Украины.
Население по переписи 2001 года составляло 1686 человек. Почтовый индекс — 19162. Телефонный код — 4746.

## Местный совет
19100, Черкасская обл., Монастырищенский р-н, с. Аврамовка, ул. Заводская, 3